# هسا صاعقه
صاعقه هواپیمای جت جنگنده-بمب‌افکن ساخت ایران است. در این هواپیما از بدنه هواپیمای اف-۵ استفاده شده‌است. تفاوت ظاهری این هواپیما با اف-۵ وجود دو سکان عمودی V شکل و موتور توربوفن است که برای ایجاد توانایی لازم برای مانورپذیری بهتر جنگنده صورت گرفته‌است. هواپیمای جنگنده-بمب‌افکن صاعقه، احتمالاً ۱۰ تا ۱۵ درصد بزرگ‌تر از هواپیماهای اف-۵ است. هواپیما دو سکان عمودی V شکل (برای کاهش سطح مقطع راداری و افزایش مانور) داشته و از  موتورها و الکترونیک پروازی هواپیمای Mig-29 بهره می‌برد. از هسا صاعقه به عنوان جنگنده  هوا- به زمینی نیز استفاده می کنند.
اولین اسکادران تخصصی صاعقه در اسفند ۱۳۸۸ در پایگاه دوم شکاری تبریز تشکیل شد.
هسا صاعقه به دو رنگ استتار نظامی و ابی وجود دارد
این هواپیما جدیدترین بهینه‌سازی جنگنده اف-۵ است. اف-۵ یک جنگنده آمریکایی ساخت شرکت نورتروپ است که در سال ۱۹۵۸ اولین پرواز آزمایشی خود را انجام داده و از دهه ۱۳۴۰ وارد نیروی هوایی ایران هم شد. تغییراتی که در صاعقه نسبت به اف-۵ انجام شده لزوماً به معنی برتری آن بر اف-۵ نیست. تأثیری که دو سکان بر قدرت مانور این هواپیما می‌گذارد مورد بحث است و ظرفیت حمل مهمات آن نیز تغییر چندانی نسبت به اف-۵ نداشته‌است. وجود سکان‌های شبیه به اف-۱۸ باعث شده تا در برخی گزارش‌های ایرانی این هواپیما دارای قابلیت‌های مشابه با اف-۱۸ معرفی شود. از صاعقه می‌توان به عنوان یک جنگنده حمله به زمین استفاده کرد. تولید انبوه صاعقه بستگی به موفقیت برنامه آزمایشی فعالیت این هواپیما دارد در صورت موفقیت این برنامه تولید آن با کابین شیشه‌ای دیجیتال و بهینه‌سازی‌های دیگری آغاز خواهد شد.

## تاریخچه

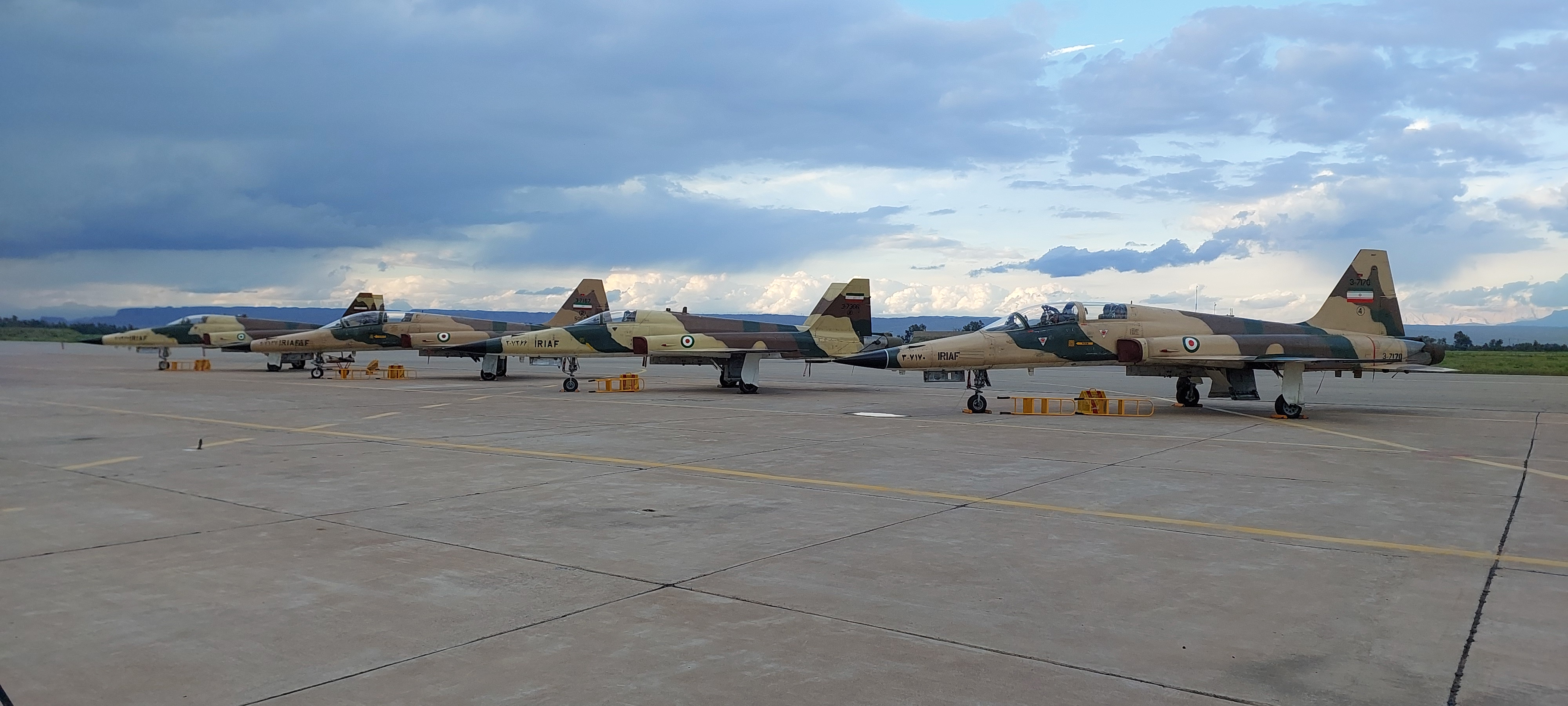
جنگنده های ساخت ایران بر پایه اف-۵ تایگر که در نمایشگاه نوروز ۱۴۰۲ پایگاه چهارم شکاری دزفول به نمایش گذاشته شده است.

در پاییز ۱۳۷۷ علی‌اکبر شوقی رئیس دانشگاه شهید ستاری طراحی جنگنده صاعقه را به محمد خاتمی رئیس‌جمهور وقت ایران اعلام کرد و گفت که قرار است پرواز آزمایشی این هواپیما در سال ۸۰ انجام شود. این پروژه در ابتدا به صاعقه-۸۰ معروف شده و گفته می‌شد که یک جنگنده رهگیر دوموتوره و دوسکانه در کلاس اف-۱۴ تام‌کت خواهد بود. هرچند طراحی این هواپیما با مهندسی معکوس انجام شده اما این جنگنده یک پروژه بومی و اصیل معرفی شده بود که شبیه به هیچ جنگنده دیگری در نیروهای مسلح ایران و دیگر کشورها نیست. مراحل طراحی و ساخت پیش‌نمونه‌های این هواپیما در دانشگاه شهید ستاری و مجتمع صنعتی اوج انجام می‌شد. همچنین اعلام شد که چرخ‌های پیش‌نمونه اول لهستانی است اما در نمونه دوم چرخ‌های ایرانی نصب شده‌است.
تأخیر در پیشرفت این پروژه باعث شد تا نام صاعقه-۸۰ کنار نهاده و پروژه با نام آذرخش-۲ شناخته شود. مقامات ایرانی صاعقه را مدل دیگری از جنگنده آذرخش معرفی کردند که آن هم شباهت بسیاری به اف-۵ دارد. طرح کلی صاعقه بسیار شبیه به اف-۵ است و تفاوت اصلی آن دو سکان عمودی اریب شبیه به سکان‌های جنگنده آمریکایی اف/ای-۱۸، دم دوتایی و پس‌سوزهای جدید است. ورودی هوای موتور هم از سبک کلاسیک اف-۵ استفاده کرده‌است. نخستین پرواز آزمایشی صاعقه در بهار ۱۳۸۳ انجام شد. دو پیش‌نمونه دیگر از این هواپیما هم در سال ۱۳۸۵ پرواز آزمایشی خود را انجام دادند و سه نمونه دیگر هم در ۳۱ شهریور ۱۳۸۶ به نیروی هوایی ارتش پیوستند.

## تولید انبوه هواپیمای جنگندهٔ صاعقه
بعد از سال‌ها تلاش متخصصان نیروی هوایی ارتش جمهوری اسلامی ایران، بالاخره در تاریخ هجدهم دی ماه سال ۱۳۹۳، سخنگوی نیروی هوایی ارتش از تولید انبوه هواپیمای جنگندهٔ صاعقه خبر دادند.

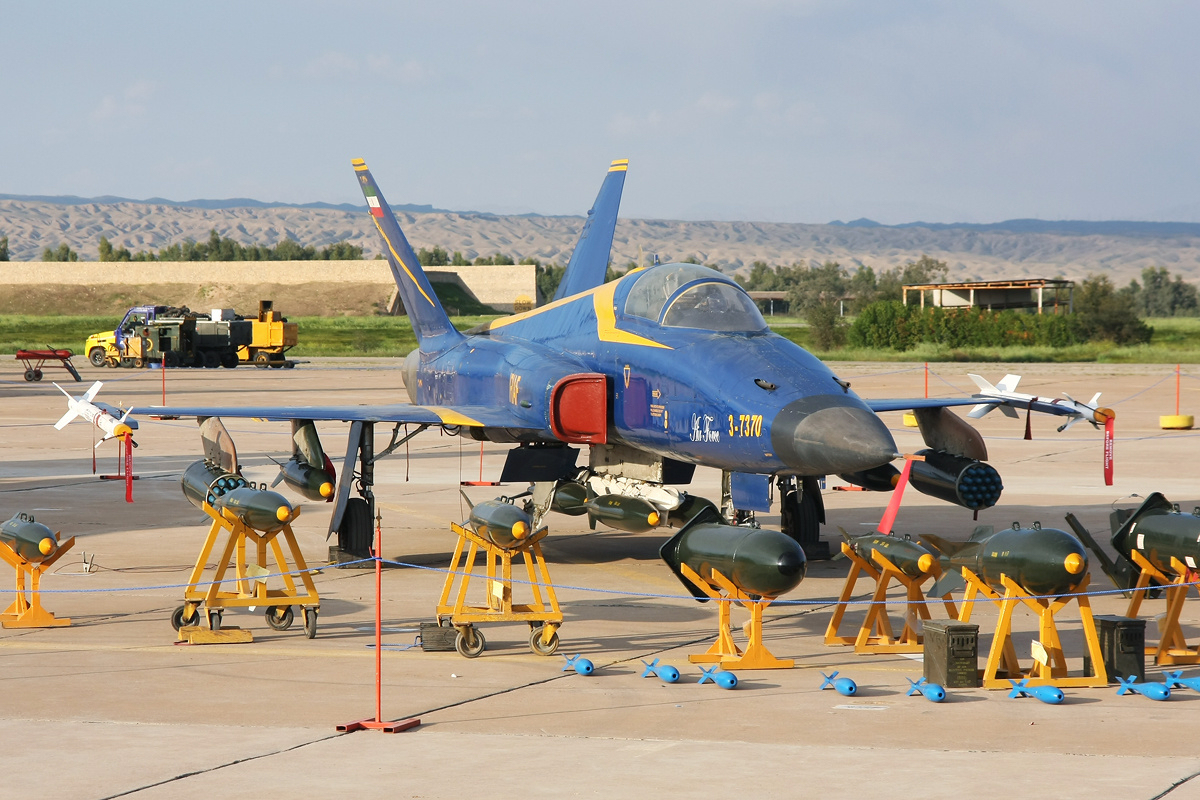
صاعقه همراه با تسلیحات

## حداقل ویژگی‌ها تخمینی
مشخصات عمومی
- طول: 47 ft 4 in (14.4 m)
- پهنای بال: 27 ft 11.9 in / 8.53 m; with wingtip missiles (26 ft 8 in/ 8.13 m; without wingtip missiles)
- ارتفاع: 13 ft 10 in (4.20 m)
- بال: مساحت 200 ft² (18.6 m²)
- وزن خالی: ۱۳٬۱۵۰ پوند (یکای جرم) (5,090 kg)
- وزن بارگیری: 15,480 lb (6,830 kg)
- بیشینه وزن برخاست: 27,500 lb ()
- پیشرانه: ۲× توربوفن RD-33 RD33 , 10,000 lbf (40 kN) هرکدام

 عملکرد 
- سرعت بیشینه: عدد ماخ ۲+
- شعاع عملیاتی: ۳۰۰ مایل دریایی (345 mi, 556 km) ; for hi-lo-hi mission with 2 × 330 US gal (1,250 L) drop tanks
- برد ترابری: 1,490 nmi (1715 mi, 2759 km) ; with 3 × 330 US gal (1,250 L) drop tanks
- سقف پروازی: 55,000 ft (16,800 m)
- نرخ اوج‌گیری: 52,800 ft/min (255 m/s)
- بارگیری بال: 81.0 lb/ft² (395 kg/m²)
- نسبت نیرو به وزن: ۱٫۱

جنگ‌افزار

- توپها: ۲× 20 mm (0.79 in) Pontiac M39A2 cannons in the nose, 280 rounds each
- جایگاه‌ها: Five external hardpoints با ظرفیت 8,000 lb (3,600 kg) of bombs, missiles, rockets and drop tanks for extended range,
- راکتها: ۲× CRV7 rocket pods Or
۲ × LAU-10 rocket pods with 4 × Zuni 5 in (127 mm) rockets each Or
۲ × Matra rocket pods with 18× SNEB 68 mm rockets each
- موشکها: ۲× ایم-۹ سایدوایندر یا  موشک هوا به هوای فاطرs on wingtip launch rails (similar to F-16 and F/A-18)
ای‌جی‌ام-۶۵ ماوریک موشک هوابه‌زمینs on hardpoints
- بمبها: Various air-to-ground ordnance such as Mark 80 series of unguided iron bombs (including 3 kg and 14 kg practice bombs), CBU-24/49/52/58 cluster bomb munitions, M129 Leaflet bomb

تجهیزات پروازی

- جنرال الکتریک AN/APG-67

## پی‌نوشت‌ها
1. ↑  Sims, Jr., J. (1975-02-01). "Preirradiation description of fuel materials branch samples contained in capsules HB-1, HB-3, and HB-5". {{cite journal}}: Cite journal requires |journal= (help)
2. 1 2 3  Saeqeh / Saeqeh-80 / Azarakhsh-2 Global Sequrity
3. ↑  تولید انبوه هواپیمای جنگنده صاعقه www.Airplane.ir